# Boreaphaenops
Boreaphaenops is een geslacht van kevers uit de familie van de loopkevers (Carabidae). De wetenschappelijke naam van het geslacht is voor het eerst geldig gepubliceerd in 2002 door Ueno.

## Soorten
Het geslacht Boreaphaenops omvat de volgende soorten:
- Boreaphaenops angustus Ueno, 2002
- Boreaphaenops hirundinis Ueno, 2005